# Obóz przejściowy przy ul. Skaryszewskiej 8 w Warszawie

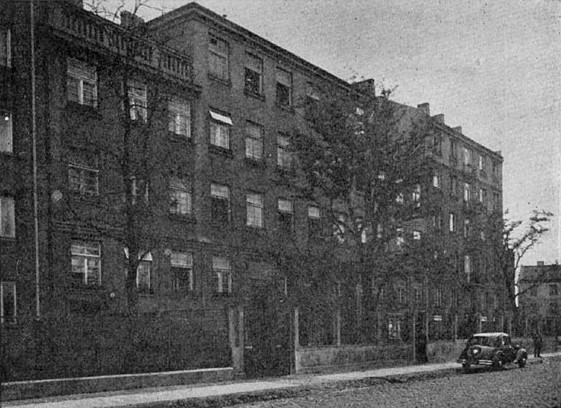
Zdjęcie fasady budynku w 1942, opublikowane w książce Warszawa pod panowaniem niemieckim jako ilustracja rzekomo dobrych warunków, w jakich kwateruje się „ochotników” do pracy w Rzeszy

Obóz przy ul. Skaryszewskiej – obóz przejściowy dla osób aresztowanych w łapankach, utworzony 7 lutego 1941 w budynku szkoły powszechnej nr 91 i IV Miejskiego Gimnazjum i Liceum Męskiego im. gen. Jakuba Jasińskiego ul. Skaryszewskiej 8 w Warszawie. Był miejscem tymczasowego osadzenia przed wywiezieniem na roboty przymusowe do Niemiec.
Miejsce to było znane w Warszawie jako obóz na Skaryszewskiej, Dulag (niem.Durchgangslager) lub Dulag na Skryszewskiej.

## Opis
Obóz przejściowy przy ul. Skaryszewskiej 8 podlegał pod względem organizacyjnym niemieckiemu Arbeitsamtowi (urzędowi pracy) w Warszawie.
Niemieckie władze okupacyjne wybrały tę lokalizację ze względu na bliskość nowego Dworca Wschodniego. W obozie panowały bardzo trudne warunki: głód, choroby i przemoc strażników. Przebywało tam średnio 200–300 osób, jednak liczba łóżek (prycz) wynosiła 50. Ogrodzony murami teren dawnej szkoły był strzeżony przez policję. 
Do obozu trafiali zarówno mieszkańcy Warszawy, jak i osoby przywożone z miejscowości podwarszawskich. W pierwszych latach byli to głównie dorośli (mężczyźni powyżej 16 roku życia i kobiety powyżej 17), ale w 1944 zaczęto do Rzeszy wywozić także dzieci poniżej 14 roku życia. W obozie miały także miejsce przypadki porodów. Kilkusetosobowe grupy zatrzymanych konwojowano pod strażą na pobliski dworzec, a stamtąd przewożono pociągami do miejsc docelowych na terenie Rzeszy. Miejsce to bardzo szybko stało się postrachem warszawiaków. 
Na Skaryszewską trafiała większość osób zatrzymywanych w czasie łapanek przeprowadzanych w Warszawie i okolicznych miejscowościach. Pod murami obozu gromadziły się rodziny zatrzymanych, próbując przekazać im żywność, odzież lub uzyskać ich zwolnienie dzięki łapówkom.
8 czerwca 1944 w ramach akcji „Główki” Andrzej Gronowski ps. „Gryf” z kompanii „Żniwiarz” dokonał zamachu na dowódcę obozu, Eugena Bollongino. Zamach przeprowadzony po tym, gdy Bolongino wysiadł z tramwaju u zbiegu Skaryszewskiej i Targowej. W wyniku strzelaniny jaka nastąpiła potem zginęło dwóch członków podziemia (Zbigniew Kryst ps. „Wilimowski” i Jerzy Wnęk ps. „Gozdawa”) oraz jeden niemiecki kolejarz. 
Obóz został zlikwidowany w czasie powstania warszawskiego.

## Upamiętnienie
W latach 60. XX wieku na frontowej ścianie budynku umieszczono pamiątkową tablicę o treści:

Tu znajdował się hitlerowski
obóz przejściowy z którego
w latach 1940–1944 wywieziono
kilkadziesiąt tysięcy Polaków
na roboty przymusowe do
obozów pracy w Niemczech

W szkole znajduje się izbę pamięci poświęconą wywózkom Polaków do III Rzeszy w czasie II wojny światowej.
W 2019 na fasadzie kamienicy przy ul. Skaryszewskiej 2 (od strony ul. Targowej) odsłonięto tablicę upamiętniająca akcję żołnierzy „Żywiciela” z czerwca 1944.